# Лекторий Dостоевский
Лекторий Dостоевский — российский образовательный проект, созданный в 2022 году и ведущий YouTube-канал с видеороликами на историческую тему. Связан с Российским военно-историческим обществом и Владимиром Мединским, критикуется за пропаганду.

## Описание
Лекторий Dостоевский был создан в июле 2020 года и назван в честь одноимённого книжного магазина, принадлежащего Российскому военно-историческому обществу (РВИО).
Проект управляется Автономной некоммерческой организацией (АНО) «Современный лекторий», учреждённой Егором Москвиными и зарегистрированной по адресу ул. Воздвиженка, д. 1, по которому находится одноимённый книжный магазин. Среди учредителей АНО «Современный лекторий» — РВИО, Российский фонд культуры, Агентство развития внутреннего туризма, Третьяковская галерея, Российская государственная библиотека, Фонд гуманитарных проектов и Военно-исторический музейный центр.
Издание «Агентство» пишет, что проект связан с бывшим министром культуры России Владимиром Мединским: среди учредителей проекта — РВИО и другие подконтрольные ему организации и его однокурсник Москвин, а магазин на 76 % принадлежит его советнику Андрею Назарову.
Главный редактор проекта — Павел  Гусев.

## Деятельность
Основная площадка проекта — YouTube-канал. По состоянию на июль 2023 года у проекта 945 тысяч подписчиков и 99 миллионов просмотров на YouTube, а общая аудитория в социальных сетях — более 1,1 миллиона подписчиков.
Наибольшее число контента — видео с Мединским, включая циклы о российских монархах, истории России в XVIII веке и истории России в XIX веке. По состоянию на июль 2023 года видео с Мединским имели общую продолжительность более 100 часов.
С февраля 2023 года проект выпускает цикл «Холодная война», финансируемый Институтом развития интернета и набирающий от 70 тысяч до 1 миллиона просмотров каждое видео. Среди спикеров — сотрудники КГБ и СВР.
Также с 2023 года выходит цикл «История в рифмах», включающий короткие видеоролики, ориентированные на молодёжь. Ещё проект разместил в Санкт-Петербурге «Исторический портал» — дверь, за которой размещён экран, отображающий исторические клипы в рэп-исполнении.
По данным СПАРК, в 2022 году оборот АНО «Современный лекторий» составил около 82 миллиона рублей, из которых 11,5 — оплата труда, 70 миллионов — подрядчикам. Неизвестно, все ли расходы на содержание проекта осуществляются этой организацией.

## Критика
Издание «Агентство» пишет, что проект занимается фальсификацией истории и антизападной пропагандой:
- В цикле «Венгерское восстание 1956 года» восстание описывается как профашистский мятеж, инспирированный западными спецслужбами;
- В видео «Внешняя разведка» утверждается о планах США провести ядерную бомбардировку СССР;
- В цикле «СССР» советский период называют «золотым временем», распад СССР — трагическим событием.

## Награды
- «Знание. Премия» (2021) от Российского общества «Знание» в номинации «За вклад в просвещение в интернете»[4].